# マリー・ウィリアムス
マリー・ウィリアムス（Murray Williams、1982年6月27日 - ）は、ニュージーランドの元ラグビーユニオン選手。

## プロフィール
- ニュージーランド・ウェリントン出身[1]。
- ポジションはスタンドオフ(SO)。
- ニックネームはマザー[2]。
- 日本代表通算キャップ数は6。

## 略歴
5歳からラグビーを始めた。
ベイ・オブ・プレンティ、チーフスを経て、2008年、豊田自動織機シャトルズに加入。
2011年、ラグビーワールドカップ2011の日本代表に選ばれる。
2012年、豊田自動織機シャトルズを退団した。
2013年、現役を引退した。